# Universitätsgottesdienst
Ein Universitätsgottesdienst ist ein Gottesdienst, der durch Mitglieder der Hochschulgemeinde, Theologiestudenten und/oder Theologiedozenten gestaltet wird. Er findet üblicherweise in regelmäßigen Abständen (z. B. zweiwöchentlich) in der Vorlesungszeit der veranstaltenden Universität statt. Veranstaltungsort ist dabei in der Regel eine öffentliche Kirche (Hamburg, St. Katharinen), die teilweise als Universitätskirche bezeichnet wird.
Üblich sind Universitätsgottesdienste z. B. in Berlin, Erlangen, Göttingen, Halle (Saale), Hamburg, Kiel, Leipzig und Rostock. Über eine Universitätskirche verfügen beispielsweise die Christian-Albrechts-Universität zu Kiel, die Friedrich-Alexander-Universität Erlangen-Nürnberg mit der Neustädter Kirche und die Universität Rostock mit der Klosterkirche zum Heiligen Kreuz. An manchen Universitäten gibt es das Amt des Universitätspredigers, der mit der Durchführung der Universitätsgottesdienste beauftragt ist. In Rostock etwa wird es seit 2005 vom Lehrstuhlinhaber für Praktische Theologie der Theologischen Fakultät der Universität Rostock, Thomas Klie, bekleidet.